# Elisabeth Hasselbeck

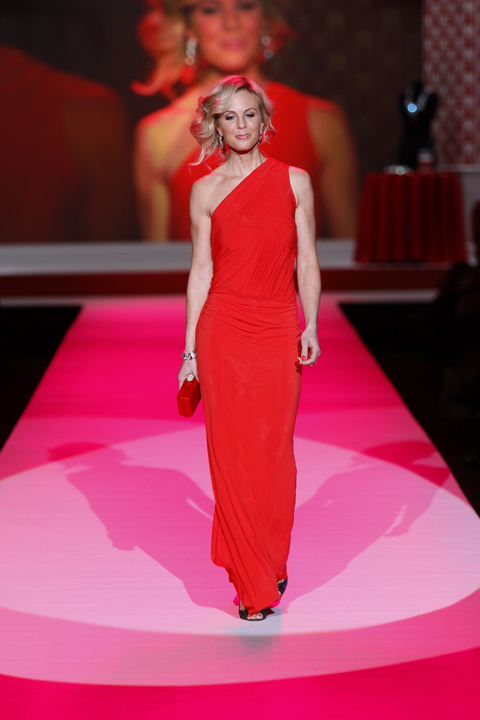
Elisabeth Hasselbeck (2010)

Elisabeth Hasselbeck (* 28. Mai 1977 in Cranston, Rhode Island als Elisabeth Del Padre Filarski) ist eine US-amerikanische Fernsehmoderatorin. Hasselbeck wurde v. a. bekannt als Co-Moderatorin der Talkshow The View, die sie von 2003 bis 2013 u. a. zusammen mit Whoopi Goldberg und Barbara Walters präsentierte.

## Leben und Arbeit
Elisabeth Hasselbeck wurde 1977 als Elisabeth DelPadre Filarski geboren. Ihre Eltern waren die Lehrerin und Anwältin Elizabeth DelPadre und der Architekt Kenneth Filarski. Zusammen mit einem Bruder, Kenneth Jr., wuchs sie in den Städten Providence und Cranston in Rhode Island auf.
Nach dem Schulbesuch an der St. Mary School in Cranston und der St. Mary Academy in Riverside, die sie 1995 abschloss, besuchte sie das Boston College, wo sie sich vor allem auf Malerei und Industriedesign konzentrierte. Nach ihrem Collegeabschluss, den sie 1999 erhielt, arbeitete sie als Designerin für die Sportartikelfirma Puma.
Einer breiteren Öffentlichkeit wurde Filarski/Hasselbeck 2001 als Teilnehmerin der Unterhaltungs-Show Survivor: The Australian Outback bekannt. In der Show, in der zwei Gruppen von Personen in einer menschenfeindlichen Umgebung „ausgesetzt“ werden und dort mehr oder weniger auf sich allein gestellt Wettkämpfe bestreiten und überleben müssen, belegte sie den vierten Platz. Im Anschluss an Survivor erhielt sie Engagements als Jurorin bei der Miss Teen USA-Wahl und von 2002 bis 2003 als Moderatorin der Sendung The Look for Less des Fernsehsenders Style Network, in der sie Konsumenten half, modische Kleidung zu erschwinglichen Preisen ausfindig zu machen.

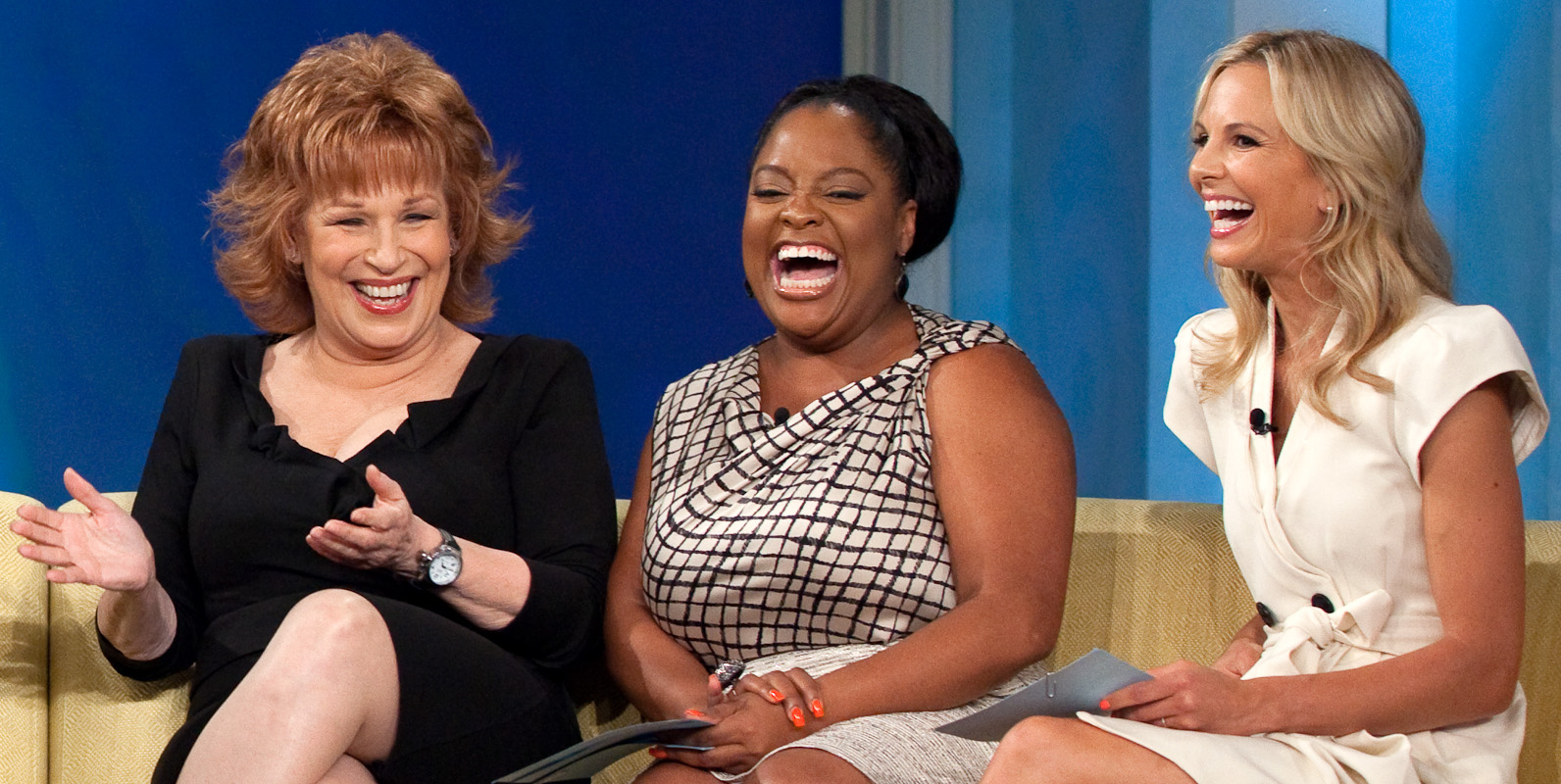
Hasselbeck (rechts) mit Joy Behar (links) und Sherri Shepherd (Mitte) auf der Talk-Show The View (Juli 2010)

2003, ein Jahr nach ihrer Eheschließung mit dem bekannten Footballspieler Tim Hasselbeck, erhielt Filarski/Hasselbeck ein Engagement als Co-Moderatorin der mittäglichen Talk-Show The View. Auf Vermittlung der Familie ihres Ehemannes und dabei insbesondere ihres einflussreichen Schwiegervaters Don Hasselbeck wurde sie zunächst eine von mehreren, jeweils wechselnden Gastmoderatorinnen der Sendung, bevor die Redaktion sich aufgrund der positiven Resonanz entschied, sie als Nachfolgerin für die ausscheidende Co-Moderatorin Lisa Ling zu verpflichten. Seither moderiert Hasselbeck die täglich ausgestrahlte Sendung als eine von fünf Moderatorinnen zusammen mit Whoopie Goldberg, Joy Behar, Rosie O’Donnell (ab 2007 ersetzt durch Sherry Moore) und Barbara Walters.
Innerhalb des Moderatoren-Quinetts vertritt sie üblicherweise konservative Standpunkte, wobei sie aus ihrer Sympathie für die Republikanische Partei keinen Hehl macht. Medialen Widerhall rief Hasselbeck etwa durch Äußerungen hervor, dass die „Pille danach“ abzulehnen sei, da sie eine Form von Abtreibung darstelle, wenn man es als gegeben ansehe, dass Leben mit der Empfängnis begänne. Abtreibungen lehnt sie selbst nach Vergewaltigungen oder bei Inzestfällen ab, da „Leben an sich als wertvoll“ anzusehen sei, unabhängig von (verwerflichen) Umständen, unter denen es entstehen würde. Weiterhin sorgte sie auch mit ihrer positiven Einstellung zu Kriegshandlungen (wie etwa dem Irak-Krieg) in linken Kreisen für Unverständnis.
Während des Präsidentschaftswahlkampfes 2008 trat Hasselbeck bei verschiedenen republikanischen Wahlkampfveranstaltungen als Rednerin auf. Unter anderem fiel ihr auch die Aufgabe zu, eine Wahlkampfrede der republikanischen Vizepräsidentschaftskandidatin Sarah Palin anzukündigen.
Hasselbeck hat mit ihrem Mann eine Tochter (* 2005) und zwei Söhne (* 2007 und * 2009).

## Schriften
- The G-Free Diet. A Gluten-Free Survival Guide, 2007.
- Deliciously G Free (2012).[2]